# Магдалена фон Насау-Диленбург (1595 – 1633)
Магдалена фон Насау-Диленбург (* 13 ноември 1595; † 31 юли 1633, Фюрстенау) е графиня от Насау-Диленбург и чрез женитба графиня на Ербах-Ербах в Оденвалд.

## Произход
Тя е дъщеря на граф Йохан VI фон Насау-Диленбург (1536 – 1606) и третата му съпруга графиня Йоханета фон Сайн-Витгенщайн (1561 – 1622), дъщеря на граф Лудвиг I фон Зайн-Витгенщайн (1532 – 1605) и първата му съпруга Анна фон Золмс-Браунфелс (1538 – 1565).

## Фамилия
Магдалена се омъжва на 29 май 1624 г. в Ербах за граф Георг Албрехт I фон Ербах (* 16 декември 1597, Ербах; † 25 ноември 1647, Ербах), син на граф Георг III фон Ербах (1548 – 1605) и четвъртата му съпруга Мария фон Барби-Мюлинген (1563 – 1619). Те имат шест деца:
- Ернст Лудвиг Албрехт (* 6 октомври 1626; † 10 май 1627)
- Луиза Албертина (* 5 октомври 1628; † 20 октомври 1645)
- Георг Ернст (* 7 октомври 1629; † 25 август 1669), граф на Ербах-Вилденщайн, женен във Фюрстенау на 22 ноември 1656 г. за графиня Шарлота Кристина фон Хоенлое-Шилингсфюрст (1625 – 1677), дъщеря на граф Георг Фридрих II фон Хоенлое-Шилингсфюрст (1595 – 1635) и съпругата му Доротея София фон Золмс-Хоензолмс (1595 – 1660)
- Мария Шарлота (* 24 март 1631; † 8 юни 1693), омъжена на 15 юни 1650 г. във Вехтерсбах за граф Йохан Ернст фон Изенбург-Бюдинген (1625 – 1673)
- Анна Филипина (* 15 юли 1632; † 16 март 1633)
- мъртвороден син (31 юли 1633)

Георг Албрехт I фон Ербах се жени втори път на 23 февруари 1634 г. за Анна Доротея Шенкин фон Лимпург-Гайлдорф (1612 – 1634).